# Rumunia na Zimowych Igrzyskach Olimpijskich 1964
Rumunię na Zimowych Igrzyskach Olimpijskich 1964 reprezentowało 27 zawodników (sami mężczyźni). Był to siódmy start reprezentacji Rumunii na zimowych igrzyskach olimpijskich.

## Skład kadry

### Biathlon
Mężczyźni
| Zawodnik            | Konkurencja   | czas biegu               | Kary                     | Łączny czas              | Pozycja                  |
| ------------------- | ------------- | ------------------------ | ------------------------ | ------------------------ | ------------------------ |
| Vilmoș Gheorghe     | Bieg na 20 km | 1:22:18,0                | 4:00                     | 1:26:18,0                | 5.                       |
| Constantin Carabela | Bieg na 20 km | 1:30:59,0                | 0:00                     | 1:30:59,0                | 14.                      |
| Gheorghe Cimpoia    | Bieg na 20 km | 1:29:44,6                | 6:00                     | 1:35:44,6                | 27.                      |
| Nicolae Bărbășescu  | Bieg na 20 km | Nie ukończył konkurencji | Nie ukończył konkurencji | Nie ukończył konkurencji | Nie ukończył konkurencji |

### Biegi narciarskie
Mężczyźni
| Zawodnik         | Konkurencja   | czas      | Pozycja |
| ---------------- | ------------- | --------- | ------- |
| Gheorghe Bădescu | Bieg na 15 km | 56:29,6   | 39.     |
| Gheorghe Bădescu | Bieg na 30 km | 1:46:54,5 | 54.     |

### Bobsleje
Mężczyźni
| Osada | Zawodnik                                                       | Konkurencja | Ślizg 1 | Ślizg 2 | Ślizg 3 | Ślizg 4 | Łącznie | Pozycja |
| ----- | -------------------------------------------------------------- | ----------- | ------- | ------- | ------- | ------- | ------- | ------- |
| ROU-1 | Ion Panțuru Hariton Pașovschi                                  | Dwójki      | 1:07,74 | 1:06,97 | 1:06,92 | 1:07,47 | 4:29,10 | 13.     |
| ROU-2 | Alexandru Oancea Constantin Cotacu                             | Dwójki      | 1:07,31 | 1:08,93 | 1:06,75 | 1:07,26 | 4:30,25 | 15.     |
| ROU-1 | Ion Panțuru Gheorge Maftei Constantin Cotacu Hariton Pașovschi | Czwórki     | 1:04,70 | 1:04,89 | 1:05,05 | 1:05,16 | 4:19,80 | 15.     |

### Hokej na lodzie
Reprezentacja mężczyzn
| - Nicolae Andrei - Anton Biro - Anton Crișan - Zoltan Czaka - Ion Ferenz - Iulian Florescu - Andrei Ioanovici - Ștefan Ionescu - Alexandru Calamar |  | - Dan Mihăilescu - Adalbert Naghi - Eduard Pană - Iosef Sofian - Geza Szabo - Iuliu Szabo - Ion Țiriac - Dezideriu Varga |

Reprezentacja Rumunii w rundzie eliminacyjnej ulegała reprezentacji Stanów Zjednoczonych. W dalszej części turnieju brała udział w rozgrywkach grupy "pocieszenia", w której zajęła 4. miejsce. Ostatecznie reprezentacja Rumunii zajęła 12. miejsce.
| 28 stycznia 1964 | Stany Zjednoczone | 7:2 | Rumunia | Messehalle |

| Godzina: 17:00 |  | (1:0, 3:1, 3:1) |  |  |

#### Grupa pocieszenia
| Drużyna    | M | Mecze | Mecze | Mecze | Bramki | Bramki | Bramki | Pkt |
| Drużyna    | M | W     | R     | P     | +      | –      | +/-    | Pkt |
| ---------- | - | ----- | ----- | ----- | ------ | ------ | ------ | --- |
| Polska     | 7 | 6     | 0     | 1     | 40     | 13     | +27    | 12  |
| Norwegia   | 7 | 5     | 0     | 2     | 40     | 19     | +21    | 10  |
| Japonia    | 7 | 4     | 1     | 2     | 35     | 31     | +4     | 9   |
| Rumunia    | 7 | 3     | 1     | 3     | 31     | 28     | +3     | 7   |
| Austria    | 7 | 3     | 1     | 3     | 24     | 28     | -2     | 7   |
| Jugosławia | 7 | 3     | 1     | 3     | 29     | 37     | -8     | 7   |
| Włochy     | 7 | 2     | 0     | 5     | 24     | 42     | -18    | 4   |
| Węgry      | 7 | 0     | 0     | 7     | 14     | 39     | -25    | 0   |

Wyniki
| 30 stycznia 1964 | Polska | 6:1 | Rumunia | Messehalle |

| Godzina: 11:00 |

| 31 stycznia 1964 | Japonia | 6:4 | Rumunia | Messehalle |

| Godzina: 20:00 |

| 2 lutego 1964 | Rumunia | 5:5 | Jugosławia | Messehalle |

| Godzina: 15:00 |

| 5 lutego 1964 | Rumunia | 5:2 | Austria | Messehalle |

| Godzina: 14:00 |

| 6 lutego 1964 | Rumunia | 2:4 | Norwegia | Messehalle |

| Godzina: 20:00 |

| 8 lutego 1964 | Rumunia | 6:2 | Włochy | Messehalle |

| Godzina: 15:00 |

| 9 lutego 1964 | Węgry | 3:8 | Rumunia | Messehalle |

| Godzina: 10:00 |